# Breezand (Zeeland)
Breezand is een badplaats en bungalowpark bij Vrouwenpolder in de Nederlandse provincie Zeeland. Het maakt deel uit van de gemeente Veere, en ligt op ongeveer 10km ten noorden van Middelburg.
In 1808 landde bij Breezand een Engelse invasiemacht. Dit was het begin van de Walcherenexpeditie op Nederlandse bodem. Bij vloed om half vijf in de middag van 30 juli 1808 werden drie divisies onder bevel van generaals Graham, Fraser en Paget op het Breezand ontscheept. Het strand is vrij vlak en wordt geflankeerd door duinen. De soldaten ondervonden geen weerstand en nabijgelegen Fort Den Haak werd zonder slag ingenomen. Diezelfde avond trokken ook de eerste soldaten naar Veere.
In 1930 werden de eerste recreatiewoningen gebouwd in de duinen bij de Vrouwenpolder. Het bungalowpark Breezand is in de jaren 60 uitgebreid met hotels en winkels en getransformeerd tot badplaats.
Steden: Domburg · Veere · Westkapelle

Dorpen: Aagtekerke · Biggekerke · Dishoek · Gapinge · Grijpskerke · Koudekerke · Meliskerke · Oostkapelle · Serooskerke · Vrouwenpolder · Zoutelande

Buurtschappen: Boudewijnskerke · Buttinge · Groot Valkenisse · Hoogelande · Krommenhoeke · Mariekerke · Molembaix · Molenperk · Pitteperk · Poppendamme · Schellach (deels) · Sint-Jan ten Heere · Sint Janskerke

(Voormalige) gehuchten: Geldtienden · Klein Valkenisse · Poppekerke · Rijnsburg · Snabbeldorp · Werendijke · Woitkensdorp · Zanddijk

Zeeland: Steden en dorpen in Zeeland      Nederland: Provincies · Gemeenten